# Cryptocellus bordoni
Cryptocellus bordoni är en spindeldjursart som först beskrevs av Dumitresco och Juvara-Bals 1977.  Cryptocellus bordoni ingår i släktet Cryptocellus och familjen Ricinoididae. Inga underarter finns listade i Catalogue of Life.